# Lichamelijk onderzoek
Lichamelijk onderzoek is het direct onderzoeken van het lichaam door een arts of verpleegkundige. Het is de tweede stap in het uitzoeken van een gezondheidsklacht, volgend op de anamnese.
Het onderzoek begint meestal met bepaalde observaties van vitale lichamelijke functies. Het gaat daarbij bijvoorbeeld om het meten van de polsslag, de bloeddruk en de lichaamstemperatuur. Met behulp van een stethoscoop kan worden geluisterd naar het hart en de longen alsmede de darmgeluiden. Daarnaast kan er een specifiek onderzoek plaatsvinden van een bepaald orgaansysteem zoals het luchtwegstelsel, of er kan neurologisch onderzoek worden verricht.

## Zie ook

Afbeeldingen
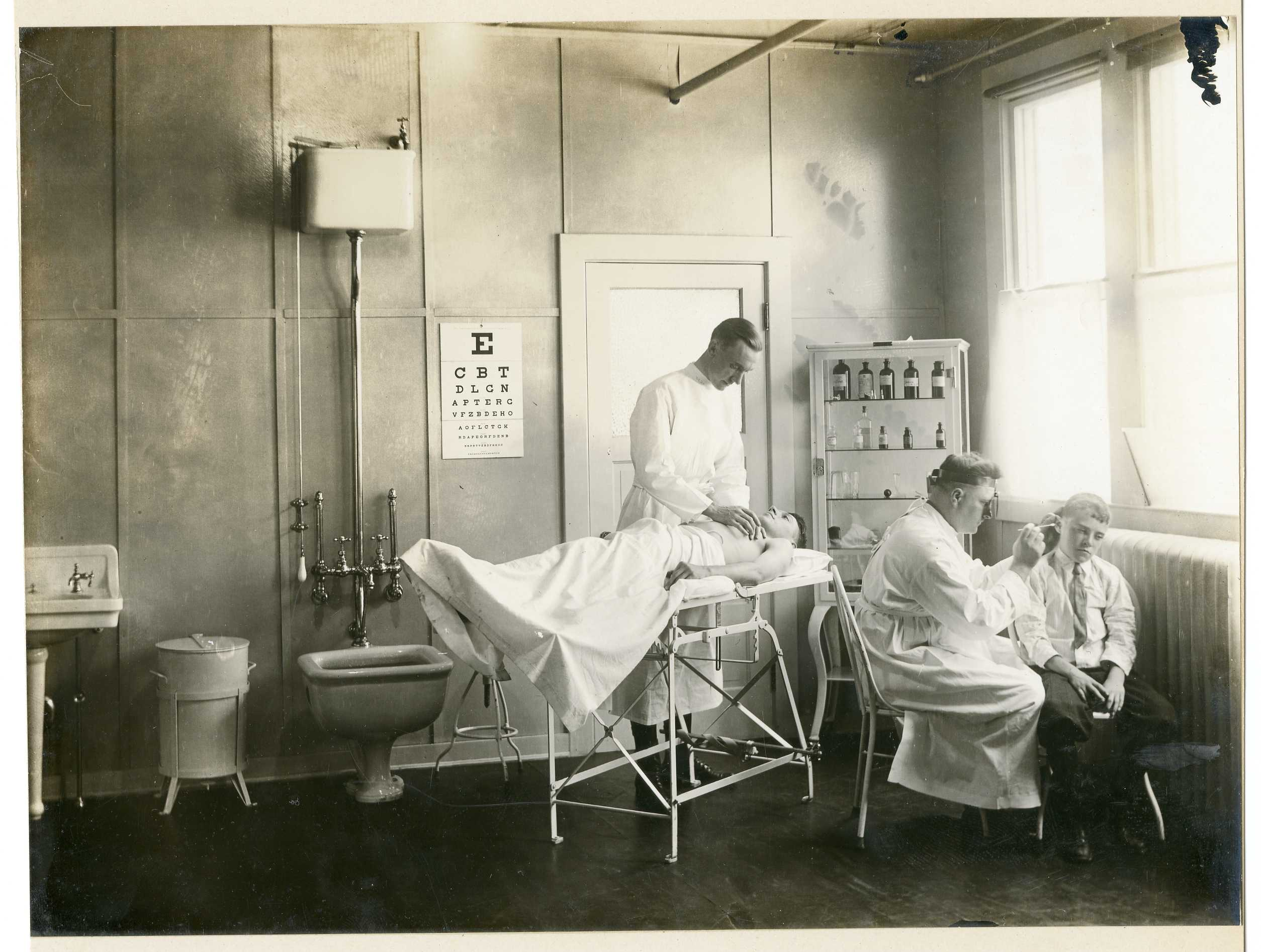
Lichamelijk onderzoek, ca. 1910-14
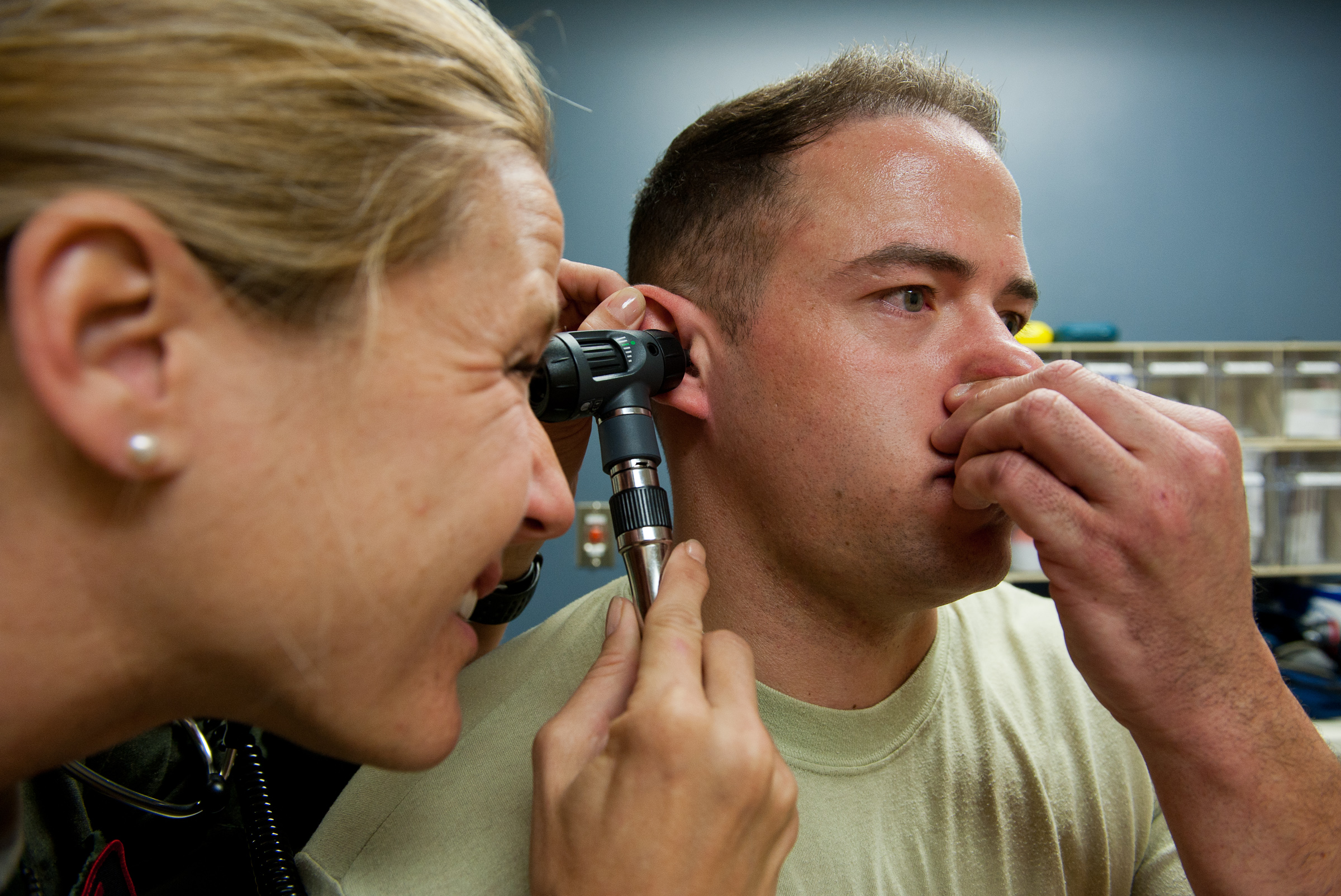
Lichamelijk onderzoek waarbij tijdens een Valsalva-manoeuvre met een otoscoop in het oor wordt gekeken.
Lichamelijk onderzoek met behulp van een stethoscoop.